# 범죄의 제국
《범죄의 제국》(영어: Cymbeline)은 2014년 공개된 미국의 영화이다.

## 줄거리
윌리엄 셰익스피어의 희곡 심벨린을 바탕으로 한 이 이야기는 부패한 경찰과 폭주족 갱단 간의 전쟁을 다룬다. 폭주족 왕은 아들들을 잃고 핏줄을 잇기 위해 딸이 왕족과 결혼해야 한다. 새 왕비는 자신의 아들을 새로운 갱단 리더로 세우기 위해 왕과 의붓딸을 죽이려 한다. 의붓딸은 무일푼의 갱단원과 결혼했고, 그는 왕에 의해 갱단 영역에서 추방된다. 추방된 사위는 잠자는 동안 찍힌 사진으로 아내가 불충하다는 거짓말에 속아 넘어간다. 이 복잡하게 얽힌 많은 인물들은 모든 것이 해결될 때까지 절박한 상황을 헤쳐나갈 것이다.

## 출연

### 주연
- 에드 해리스
- 밀라 요보비치
- 다코타 존슨
- 에단 호크
- 안톤 옐친
- 존 레귀자모

### 조연
- 펜 바드글리
- 빌 풀만
- 스펜서 트리트 클락
- 제임스 랜슨
- 델로이 린도
- 본디 커티스 홀
- 피터 게러티
- 케빈 코리건
- 마우리치오 오발레
- 찰리 비보나